# Babacar Ndiaye
Pour les articles homonymes, voir N'Diaye.
Ne doit pas être confondu avec Babacar Ndiaye (1974).
Babacar Ndiaye, né le 6 novembre 1936 et mort le 13 juillet 2017, est un économiste Sénégalais-Guinéen. Il préside la Banque africaine de développement (BAD) pendant 10 ans, de 1985 à 1995, et est considéré comme le principal artisan du rayonnement international de l’institution.

## Formation
Né le 6 novembre 1936 à Conakry d'un père sénégalais et d'une mère guinéenne, Babacar Ndiaye y passe son enfance et sa scolarité, avant de rejoindre la France pour y poursuivre des études supérieures. Diplômé de l’Ecole supérieure de commerce de Toulouse, puis de Sciences Po Paris et du Centre d'études financières, économiques et bancaires (CEFEB) de la Caisse centrale de coopération économique (ancêtre de l'AFD), il obtient un diplôme d’Etat d’expertise-comptable.

## Au sein de la Banque africaine de développement (BAD)

### Carrière et présidence
Recruté à la Banque africaine de développement (BAD) en 1965, parmi les tout premiers cadres de l'institution financière naissante – fondée en 1964 dans le sillage des décolonisations –, il gravit tous les échelons au cours d'une carrière de 30 ans au sein de l'institution.
Il est nommé directeur des finances puis vice-président chargé des finances, avant d'être élu président de la BAD en mai 1985. Il est installé dans ses fonctions au palais des congrès d’Abidjan, en présence du président Félix Houphouët-Boigny.
Babacar Ndiaye est réélu à la tête de l'institution financière à l’unanimité en 1990. A ce jour, il est le seul président de la BAD à être issu de ses rangs. En 1995, à la fin de son second mandat à la tête de la BAD, les gouverneurs de l’institution lui confèrent la distinction de président d’honneur.

### Actions à la tête de l'institution
En 1984, sous son impulsion comme vice-président, la BAD obtient sa première notation "AAA" auprès des agences de notation financières Fitch et Moody’s. Puis deux ans plus tard, sous sa présidence, l'agence Standard and Poor’s confirme également le triple "A" de la BAD.
À partir de 1987, Babacar Ndiaye entérine l’ouverture du capital de la BAD à des pays non africains, pour consolider l’assise financière de l’institution et étoffer sa capacité de prêt. La même année, il mène la quatrième augmentation du capital de la BAD, qui bondit à 23,3 milliards de dollars – soit une hausse de 200 %. Cette capacité de financement accrue permet alors à l'institution d’accroître ses interventions sur le continent.

### Fondation et soutien aux initiatives financières et entrepreneuriales panafricaines
Dans les années 1980, Babacar Ndiaye encourage la création de Shelter Afrique (en) – institution dédiée au financement du logement abordable sur le continent.
À la tête de la BAD, Babacar Ndiaye est également l’inspirateur d’une série d'initiatives opérationnelles en faveur du secteur privé africain. En 1987 au Caire, dans son discours à l'assemblée annuelle de la BAD, il porte le projet de création d'une institution de facilitation du commerce en Afrique. De 1987 à 1993, à la suite de longues années de pilotages délicats et de négociations portées par la BAD ; avec persévérance, la banque africaine d'import-export est créée lors d'une assemblée constitutive à Abidjan.
Parallèlement, en 1990, l'institution bancaire dirigée par Babacar Ndiaye crée, finance et héberge en son siège d'Abidjan, l'African business roundtable (ABR) – organisation indépendante, non partisane et à but non lucratif, engagée pour la croissance économique et le développement social par le secteur privé africain.

## Retraite et engagements
Devenu président d'honneur de la BAD en 1995, il continue d'assister aux assemblées annuelles de l'institution, jusqu'à la 52e édition, en mai 2017 à Ahmedabad en Inde.
Babacar Ndiaye est ambassadeur itinérant et plénipotentiaire de la République du Sénégal. Il est également membre de l'Africa forum, fondée en janvier 2006, qui constitue un réseau informel d'anciens chefs d'État et de gouvernement et d'autres dirigeants africains.
Babacar Ndiaye est membre du conseil consultatif de l'organisation canadienne "Forum Afrique expansion", ayant pour mission de dynamiser les échanges économiques entre l’Afrique et le Canada.
De 2014 à 2017, Babacar Ndiaye est le premier président du conseil d’administration de la fondation AFRIVAC, qui promeut la vaccination infantile en Afrique.
Panafricaniste convaincu, Babacar Ndiaye, qui n’a cessé d’arpenter le continent pour défendre sa cause et les intérêts de la Banque africaine de développement, avait pour coutume de dire : « Mon village est le Sénégal et l’Afrique mon pays ». Il décède le 13 juillet 2017 à Dakar au Sénégal.

## Distinctions
En 1984, Babacar Ndiaye est le premier Africain désigné « banquier de l'année » par la revue britannique International Finance Review.
Babacar Ndiaye est chevalier de l'ordre national du Lion du Sénégal. Il est docteur honoris causa de la Clark Atlanta University (en) et de l'université Lincoln en Pennsylvanie.
En 2015, à l'occasion de la sixième édition du forum "Les bâtisseurs de l'économie africaine" à Abidjan, il reçoit le "Lifetime Achievement Award" pour l'ensemble de sa carrière au service de l’économie africaine.

## Hommages
À partir de l'édition 2017 du forum "The Africa Road Builders", organisé par Acturoutes chaque année en marge de l'assemblée de la BAD, un prix porte le nom "Trophée Babacar Ndiaye". Ce dernier récompense les chefs d’État et les chefs de gouvernement lauréats de la catégorie "grands bâtisseurs".
L'auditorium du siège de la BAD, à Abidjan, est nommé en l'honneur de Babacar Ndiaye en septembre 2017.
En octobre 2017, la banque africaine d'import-export (Afrexinbank) annonce la création d'une série de conférences internationales en l'honneur de Babacar Ndiaye, qui se tiendront annuellement en marge des assemblées de la Banque mondiale et du FMI. Ces conférences incluent des dirigeants d'institutions de financement et du développement, des gouverneurs de banques centrales, des décideurs politiques et des membres de la communauté diplomatique, des universitaires et dirigeants d'entreprises mondiales et africaines.